# 불멸의 여신
"불멸의 여신"은 2016년 네이버TV에서 제작한 동명의 웹드라마를 영화화한 작품이다. 2022년 국내 IPTV를 통해 개봉했다.

## 캐스팅
- 재희 : 민준 역
- 왕지원 : 유리 역
- 이주연 : 수정 역
- 박희진 : 조인 역

## 수상
- 제2회 서울웹페스트 영화제 국내출품작 후보 - 김홍익